# Fortalesa de Brest
La Fortalesa de Brest (Château de Brest en francès i Kastell Brest en bretó) està situada a la ciutat de Brest, al Departament de Finisterre de la Regió de Bretanya. L'emplaçament és a la boca del riu Penfeld, al cor d'una de les més grans rades del món. Avui dia és la seu del museu de la marina, però la seva importància militar ha estat reconeguda per totes les autoritats interiors i exteriors fins al punt que durant l'edat mitjana es deia que "no s'és duc de Bretanya si no s'és senyor de Brest". Al segle xiv el cronista Froissart va dir que havia vist "un moult fort chastiel".

## Història
La particularitat principal de la fortalesa de Brest és que ha estat una fortalesa amb funció militar permanent des de fa almenys disset segles. Encara s'hi haurien d'afegir els anys en què fou una fortificació lleugera de troncs i terra, establerta des de l'edat del ferro. El triangle, amb dos costats que dominen la mar i l'estuari del riu Penfeld, corresponent a allò que se'n diu un oppidum tancat. Moltes penínsules bretones acullen fortaleses d'aquest tipus com la Pointe du Chateu de Beuzec a Beuzec-Cap-Sizun o a Yaudet en Ploulec'h. A través de monedes se sap que els romans hi van ser presents almenys des del temps de l'emperador Postumus (193-211), a més tenim la prova de la resta de la muralla gal·loromana de la cortina nord que mostra l'alternança horitzontalt de rajol i blocs de granit, alguna vegada posada també en opus spicatum. Aquests vestigis estan datats del segle iii.
El castell gal·loromà sembla que fou un dels més grans de l'època i presentava una muralla quadrangular amb una dotzena de torres a cada costat. Segons Léon Fleuriot (Origines de la Bretanye, 1980), un castell com aquest justificaria situar a Brest el centre polític dels Osismes, una tribu celta de Gàl·lia, i d'aquesta manera també controlar-los.
La ciutat i el castell, el nom dels quals es confonia, van ser destruïts al segle V pels gots, els vàndals o potser els huns el 452. Potser per aquesta raó la ciutat, anomenada Legio, va veure com el bisbe la deixava i s'instal·lava a la veïna Saint-Pol-de-Léon. Després de quatre segles sense notícies la Crònica de Nantes explica que en una fortalesa anomenada Bresta s'hi va assassinar el rei Salomó de Bretanya el 875. Cap al 1064 o 1065, el comte de Léon, Morvan II, va aixecar les muralles del castell i hi va ajuntar una torre de l'homenatge en un dels angles per tal de poder-s'hi allotjar. A la ciutat closa hi va fer construir una capella sota la invocació de Notre-Dame-de-Pitié.
El 1194 el castell pertanyia encara als comtes de Léon i va servir per acollir-hi el jove Artur I de Bretanya, fill i hereu d'Enric II d'Anglaterra i hereu del ducat, assassinat el 1203 pel seu oncle, Joan sense Terra. El 1240, el comte Hervé III de Léon es va vendre la ciutat i el castell de Brest al duc, Joan I de Bretanya, a canvi d'una renda de 100 lliures i d'una euga blanca. La guerra de Successió Bretona va confirmar al segle següent l'immens valor estratègic del castell obert al mar i de la rada, que serveix de protecció dels vaixells hostils. El 1342, el rei Eduard III d'Anglaterra va desembarcar amb el seu gran exèrcit a Brest per mantenir el seu candidat a la corona de Bretanya, Joan II de Montfort. Va deixar una guarnició al castell i va empresonar el 1347 a Carles de Blois, nebot de Felip VI de França, espòs de Joana de Penthièvre, hereva del ducat de Bretanya. El 1372 el duc Joan V de Bretanya va decidir deixar el castell en mans dels anglesos, que ell mateix havia recuperat el 1365, per tal d'equilibrar la Guerra dels Cent Anys.
El rei de França, Carles V, va intentar de conquerir la fortalesa a través dels seus dos conestables bretons, Bertrand du Guesclin el 1375 i Olivier de Clisson el 1378, ambdós casos fracassaren. Quan el duc Joan V i el rei Carles VI va estar reconciliats van establir un nou setge en tota regla el 1386, però el duc de Lancaster el va repel·lir i va destruir totes les contrafortificacions. El 1395 el duc ha haver de comprar el castell al rei Ricard II d'Anglaterra per l'astronòmica xifra de 35000 lliures.
Al segle xvii l'enginyer del rei Sébastien Le Prestre, marquès de Vauban va refer la fortalesa i durant la II Guerra Mundial va ser parcialment destruïda.